# Adelheidsdorf
Adelheidsdorf est une commune du Samtgemeinde Wathlingen au sein de l'arrondissement de Celle du Land de Basse-Saxe en Allemagne.

## Géographie
Autour du centre-ville d'Adelheidsdorf, il y a les lieux-dits Dasselsbruch et Großmoor. La commune se trouve à 7 km de Celle.

## Histoire
Adelheidsdorf est fondée entre 1824 et 1839 à la suite du démantèlement de Wietze dans le cadre du règlement entre le royaume de Hanovre et la Westphalie. La commune prend son nom actuel en 1831 en hommage à Adélaïde de Saxe-Meiningen, la reine consort de Hanovre. L'école communale est créée en 1834.
Dasselsbruch apparaît en 1850 et Großmoor en 1915.
Le 23 août 2009, dans le cadre d'une fête communale en l'honneur de l'ancienne route B3 et de la nouvelle rocade, celle-ci est fermée et accueille la cérémonie.
En 2012, Adelheidsdorf participe à un concours pour le dynamisme des communes en Allemagne.

### Blason
Le blason municipal montre deux bandes blanches horizontales l'une dessus l'autre et deux autres verticales, une de chaque côté, au milieu desquelles il y a une bêche et une pioche, le fond vert symbolisant les prairies.

## Équipements communaux
Großmoor dispose d'une école maternelle qui accueille aussi les enfants de Dasselsbruch.

## Économie et infrastructure

### Transports

#### Route
La commune est située à proximité de la Bundesstraße 3 entre Hanovre et de Celle. Hanovre est situé à une demi-heure de voiture depuis la jonction de Burgdorf à la Bundesautobahn 37 qui amène à la B3, la Bundesstraße 6 et au périphérique de Hanovre. Depuis l'été 2009, avec l'ouverture du contournement de Celle et de Hanovre, Adelheidsdorf est épargné d'un grand trafic.

#### Transports en commun
La commune est traversée par la ligne ferroviaire InterCity et ICE Hanovre-Celle mais ne dispose pas de gare.
Une ligne de bus existe avec Celle pour terminus.

### Entreprises
Le fournisseur automobile Stankiewicz ouvre en 1945 et compte 2100 salariés à travers le monde. Propriété de Continental AG jusqu'en 2006, l'entreprise est vendue à un fonds d'investissement néerlandais Gilde Buy-Out Fund. En novembre 2008, les prêts bancaires sont refusés et l'usine menacée d'insolvabilité, procédure ouverture fin décembre. En juillet 2009, elle est rachetée par le consortium américain International Automotive Components.

## Personnalités liées à la commune
- Angela Hoffmann (de) (1958-), écrivain
- Lars Lehnhoff (1986-), joueur de handball

## Source, notes et références
1. ↑  Disposition du Ministère du Cabinet de Hanovre du 31 mai 1831. Voir en détail : Blazek, Matthias: „Adelheid von Sachsen-Meiningen / Namenspatin von Adelheidsdorf und Adelaide – Spätere Königin von England bleibt kinderlos und ist wohl nie im Celler Raum gewesen“, Sachsenspiegel 45, Cellesche Zeitung du 10 novembre 2012.
2. ↑  Sur le routage de courrier, Fuhsekanal, la voie ferrée Lehrte–Celle, Müggenburg, Adelheidsdorf, Dasselsbruch et la grange de tourbe (Torfscheune) dans Großmoor voir en détail : Blazek, Matthias: Die Anfänge des Celler Landgestüts und des Celler Zuchthauses sowie weiterer Einrichtungen im Kurfürstentum und Königreich Hannover 1692–1866, ibidem-Verlag, Stuttgart 2011,  (ISBN 978-3-8382-0247-1).
3. ↑  de.reuters.com
4. ↑  www1.ndr.de.

- (de) Cet article est partiellement ou en totalité issu de l’article de Wikipédia en allemand intitulé « Adelheidsdorf » (voir la liste des auteurs).